# Шолохов, Александр Михайлович
Александр Михайлович Шо́лохов (род. 25 января 1962, Москва) — российский государственный и политический деятель, депутат Государственной думы VII созыва. Член фракции «Единая Россия», первый заместитель председателя комитета по культуре Госдумы. С 2001 по 2016 год работал директором Государственного музея-заповедника М. А. Шолохова. Внук писателя Михаила Шолохова.
Из-за поддержки российско-украинской войны — под санкциями 27 стран ЕС, Великобритании, Канады и других стран.

## Биография
Выпускник французской гимназии №45 города Ростова-на-Дону (1979). В 1984 году окончил биолого-почвенный факультет Ростовского государственного университета. В 1988 году окончил аспирантуру в МГУ им. М. В. Ломоносова на кафедре ихтиологии биологического факультета. В 1989 году защитил диссертацию на соискание учёной степени кандидата биологических наук в Московском государственном университете им. М. В. Ломоносова на тему «Влияние динамики температуры на рост, конвертирование пищи и физиологическое состояние молоди осетровых». В 1999 году получил юридическое образование в Ростовской государственной экономической академии.
С 1984 по 1985 год работал в Ростовском государственном университете в должности преподавателя на кафедре зоологии биолого-почвенного факультета. В 1989 году после окончания аспирантуры и защиты диссертации переехал в станицу Вёшенская Ростовской области, где проживал постоянно. С 1989 по 1997 год работал в Государственном музее-заповеднике М. А. Шолохова в должности заведующего ландшафтно-парковым отделом, с 1997 по 2001 год в должности заместителя директора музея по культурным и деловым связям. С 2001 по 2016 год – директор Федерального государственного бюджетного учреждения культуры «Государственный музей-заповедник М.А. Шолохова».
В марте 2003 года баллотировался в порядке самовыдвижения в Заксобрание Ростовской области по одномандатному округу № 2, победил на выборах, с 2003 по 2008 год — депутат Законодательного собрания Ростовской области III созыва.
С 2009 года вице-президент Российского национального комитета Международного совета музеев (ИКОМ России), с 2016 по 2022 год — президент национального комитета.
С 2011 по 2012 год — член Общественной палаты Ростовской области. С 2012 по 2014 год являлся членом Общественной палаты РФ, с 2014 по 2016 был повторно избран членом Общественной палаты РФ, в сентябре 2016 года досрочно сложил полномочия.
С 2012 по 2024 год состоял в Совете при Президенте Российской Федерации по культуре и искусству. С 2024 года состоит в Совете при Президенте Российской Федерации по по реализации государственной политики в сфере поддержки русского языка и языков народов Российской Федерации.
В сентябре 2016 года баллотировался в Госдуму от партии «Единая Россия» по одномандатному избирательному округу № 153, по итогам выборов избран депутатом Государственной думы РФ VII созыва. С 2016 по 2019 год — заместитель; с 2019 – первый заместитель председателя комитета Госдумы РФ по культуре.. 
В сентябре 2021 принял участие в выборах в Госдуму и был избран депутатом Государственной думы РФ VIII созыва от Ростовской области по спискам Единой России. 

## Законотворческая деятельность
С 2016 по 2025 год, в течение исполнения полномочий депутата Государственной Думы VII и VIII созывов, выступил автором и соавтором 70 законодательных инициатив и поправок к проектам федеральных законов.

## Награды
- Орден Почёта (25 октября 2014 года) — за заслуги в развитии отечественной культуры и искусства, телерадиовещания и многолетнюю плодотворную деятельность[16]
- Орден Дружбы (6 июня 2022 года) – за большой вклад в развитие парламентаризма, активную законотворческую деятельность и многолетнюю добросовестную работу
- Медаль ордена «За заслуги перед Отечеством» II степени (14 июля 2007 года) — за заслуги в области культуры и искусства, многолетнюю плодотворную деятельность[17]
- Премия Правительства Российской Федерации в области культуры (26 декабря 2011) – за творческие и профессиональные достижения в области культуры
- Благодарность Правительства Российской Федерации (16 декабря 2019 года) — за большой вклад в развитие российского парламентаризма и активную законотворческую деятельность[18]
- Почетная грамота Государственной Думы Федерального Собрания Российской Федерации (10 апреля 2023 года) – за большой вклад в законотворческую деятельность и развитие парламентаризма в Российской Федерации
- Орден «За заслуги перед Ростовской областью» (23 декабря 2021 года)[19]
- Медаль ордена «За заслуги перед Ростовской областью» (30 декабря 2011 года)[20]

## Международные санкции
Из-за поддержки российской агрессии и нарушения территориальной целостности Украины во время российско-украинской войны находится под персональными международными санкциями разных стран.
25 февраля 2022 года, на фоне вторжения России на Украину, включён в санкционный список стран Евросоюза в ответ на решение России признать территории Донецкой и Луганской областей Украины и на решение об отправке туда российских войск.
11 марта 2022 года внесён в санкционный список Великобритании «за признание независимости двух сепаратистских регионов в Украине».
30 сентября 2022 года был внесён в санкционный список США в ответ на «фиктивные референдумы» и «аннексию территорий Украины российскими оккупационными силами». Государственный департамент отмечает что депутаты единогласно приняли закон о фейках, а некоторые депутаты сыграли ключевую роль в распространении российской дезинформации о войне.
23 февраля 2023 года включён в санкционный список Канады «соратников режима», так как он «голосовал за законодательство связанное с вторжением и попыткой аннексии четырёх регионов Украины».
По аналогичным основаниям, с 4 марта 2022 года находится под санкциями Швейцарии. С 4 мая 2022 года находится под санкциями Австралии. С 12 апреля 2022 года находится под санкциями Японии.
Указом президента Украины Владимира Зеленского от 7 сентября 2022 находится под санкциями Украины. С 12 октября 2022 года находится под санкциями Новой Зеландии.